# Elvira García
Elvira García (ur. ok. 978, zm. 1017) – królowa Leónu i Galicji jako żona Bermudo II, a następnie regentka Leónu i Galicji w imieniu swojego syna Alfonsa V.
Elwira była córką hrabiego Kastylii Garcii I Fernandeza i jego żony Avy z Ribagorzy.
Pod koniec listopada 991 roku Elwira poślubiła króla Leónu i Galicji Bermudo II, który wcześniej oddalił swoją pierwszą żonę Velasquitę Ramírez.
Elwira i Bermudo razem mieli dzieci:
- Alfonsa V (ok. 994-1028), kolejnego króla Leónu
- Sanchę Bermúdez,
- Teresę Bermúdez,

Bermudo II zmarł we wrześniu 999 roku, a jego następcą został 5-letni Alfons V. W związku z bardzo młodym wiekiem nowego króla, regencję sprawowała jego matka Elwira.
Dokładna data śmierci Elwiry nie jest znana. W dokumentach po raz ostatni pojawia się 18 sierpnia 1017 roku. Została pochowana w królewskim panteonie w bazylice św. Izydora w Leónie.